# Lenny Abrahamson
Leonard "Lenny" Abrahamson (ur. 30 listopada 1966 w Dublinie) – irlandzki reżyser i scenarzysta filmowy i telewizyjny.  Abrahamson znany jest z takich filmów jak Adam i Paul (2004), Stacja benzynowa (2007), What Richard Did (2012), Frank (2014) i Pokój (2015), za który otrzymał swoją pierwszą nominację do Oscara.

## Życie prywatne
Abrahamson urodził się w Dublinie, stolicy Irlandii, jako syn Edny (z domu Walzman) i adwokata Maxa Abrahamsona. Był wychowywany jako Żyd i odbył uroczystość bar micwy. Obie strony jego rodziny pochodzą z Europy Środkowo-Wschodniej, wliczając Polskę. Abrahamson studiował na Trinity College w Dublinie, gdzie odebrał wykształcenie z filozofii w 1988.
Abrahamson poślubił Polkę Monikę Pamułę, nauczycielkę filmoznawstwa; para ma dwójkę dzieci.